# Țicleni
Țicleni è una città della Romania di 5346 abitanti, ubicata nel distretto di Gorj, nella regione storica dell'Oltenia.
Țicleni, che ha ottenuto lo status di città nel 1968, nasce dall'aggregazione di tre insediamenti di lavoratori impiegati nella coltivazione dei giacimenti petroliferi della zona: Gura Lumezii, Tunși e Țicleni.